# Mattoon, Illinois
Mattoon, Illinois là một thành phố ở tiểu bang Illinois, Hoa Kỳ. Thành phố này thuộc quận Coles. Thành phố có diện tích 24 km2, dân số là 18.291 người (thời điểm năm 2000). Đây là thành phố chính của khu vực thống kê đô thị Charleston–Mattoon Charleston-Mattoon.